# Questi barbari inglesi
Questi barbari inglesi (The British Barbarians) è un romanzo di Grant Allen, a metà strada tra la fantascienza e il pamphlet sociale. Pubblicato originariamente nel 1895, è stato tradotto in italiano solo nel 2014.

## Trama
Nella Londra vittoriana compare letteralmente dal nulla il misterioso quanto affascinante Bertram Ingledew. Nessuno sa da dove sia venuto dato che, pur parlando perfettamente inglese, egli afferma di non essere cittadino britannico e di non essere giunto dall'America o dalle Colonie.
Ingledew è un grande appassionato di tabù, abitudini e consuetudini delle popolazioni più primitive ed è apparentemente giunto in Inghilterra per continuare le proprie ricerche, analizzando gli usi e i costumi della società britannica. Egli ignora del tutto le regole sociali, civili e religiose che regolano l'esistenza dei sudditi di Sua Maestà e, anzi, è sempre pronto a criticarle, metterle in dubbio e rivelarne l'assurdità.
La sua presenza a Londra getta nello scompiglio la vita di Philip Christy, giovanotto senza arte né parte, quella della bella Frida Monteith e del marito di lei, il rozzo e violento Robert. I vari personaggi, pur trovandosi molto spesso in disaccordo con le sue idee rivoluzionarie, non possono fare a meno di sentirsi affascinati dai modi di fare liberi e appassionati del misterioso visitatore. Soprattutto Frida, pur essendo sposata e avendo due figli, si innamora dell'aitante Ingledew e, dopo aver vinto le proprie paure, scappa con lui nella brughiera inglese.
Robert, folle dalla gelosia, li raggiunge e spara in pieno petto a Ingledew. Il misterioso uomo cade a terra morto ma dal suo corpo si propaga una fiamma azzurra che assume il profilo di un essere umano. Bertram Ingledew rivela così di essere giunto dal XXV secolo per osservare gli usi e i costumi inglesi ma che adesso, suo malgrado, è costretto a fare ritorno a casa. Se solo fosse passato qualche giorno in più, aggiunge, sarebbe stato in grado di portare con sé anche Frida. Nel capitolo finale del romanzo Frida si allontana nella brughiera, con in mano l'arma del marito.

## Influenza culturale
Questi barbari inglesi è stato pubblicato lo stesso anno in cui veniva dato alle stampe un altro celeberrimo romanzo sui viaggi nel tempo: La macchina del tempo di H. G. Wells. Nel caso del romanzo di Grant Allen, come abbiamo visto, si tratta di un viaggiatore che dal XXV secolo visita l'Inghilterra vittoriana. Nel caso del romanzo di Wells, invece, uno scienziato del XIX secolo visita il futuro più distante. L'idea alla base dei due romanzi, però, è fondamentalmente la stessa: l'interazione tra personaggi provenienti da periodi storici molto diversi.
Tale idea era stata già sfruttata qualche anno prima da Grant Allen per un racconto di fantasmi dal titolo Pallinghurst Barrow, dove il protagonista si trova faccia a faccia con un'orda di cavernicoli fantasma. H. G. Wells svela di essere indebitato con questo racconto di Allen quando nel quinto capitolo della Macchina del tempo il suo protagonista, di fronte ai Morlock, ripensa proprio al racconto di fantasmi di Grant Allen.